# 8 august
ianuarie • februarie • martie  • aprilie  • mai  • iunie  • iulie  • august  • septembrie  • octombrie  • noiembrie  • decembrie
8 august este a 220-a zi a calendarului gregorian și a 221-a zi în anii bisecți. Mai sunt 145 de zile până la sfârșitul anului.

## Evenimente

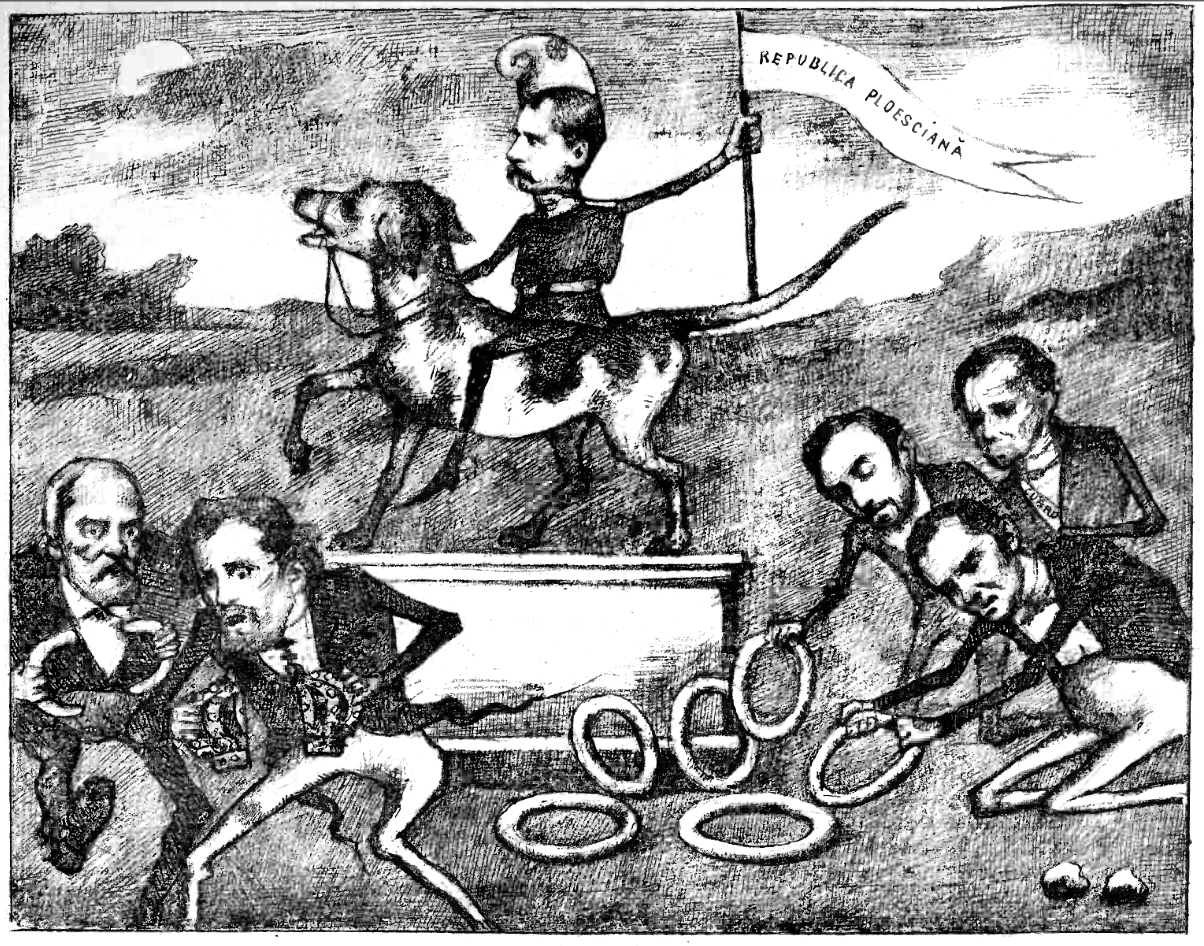
1870: Are loc Republica de la Ploiești, satirizată în 1884 în revista Ciulinul: Alexandru Candiano-Popescu pe piedestal, călare pe un câine și purtând bonetă frigiană pe cap, este prezentat cu covrigi de colegii conspiratori.

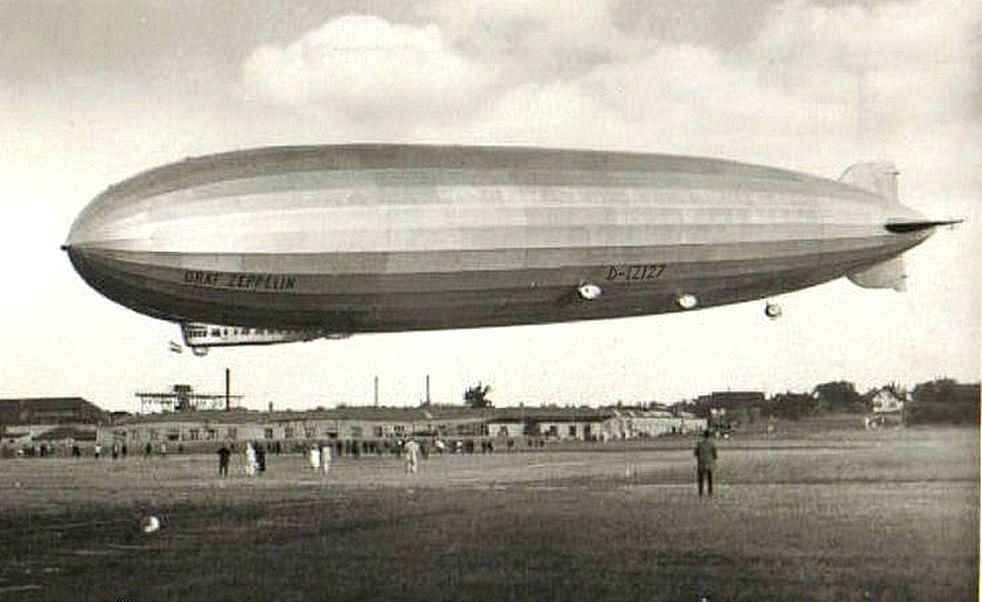
1929: Dirijabilul german Graf Zeppelin începe un zbor-tur în întreaga lume.

1969: Fotograful Iain Macmillan face fotografia iconică care devine imaginea de copertă a albumului Abbey Road al formației Beatles.

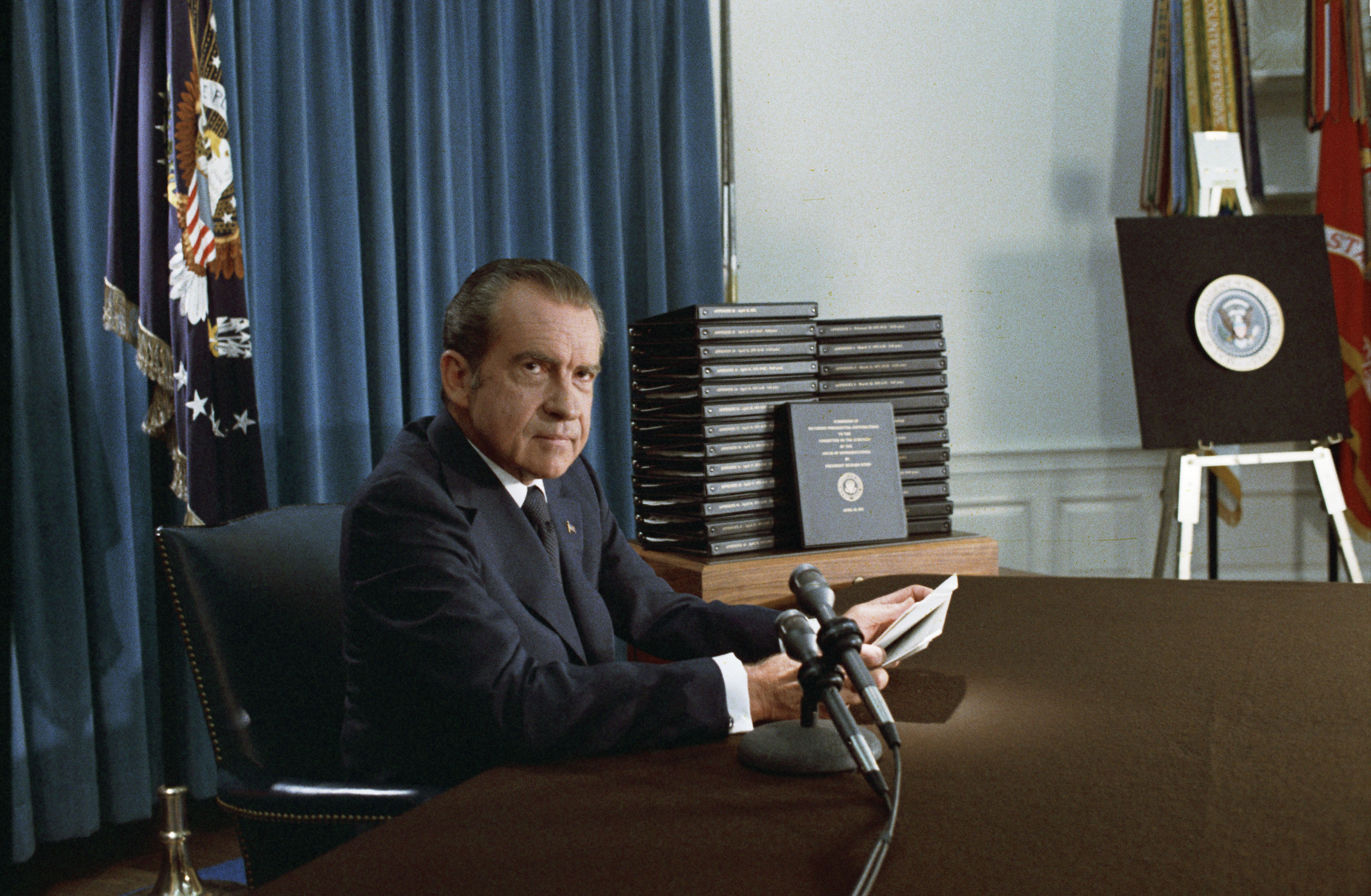
1974: Președintele Richard Nixon, într-o emisiune de televiziune, își anunță demisia din funcția de președinte al Statelor Unite, care va avea loc oficial a doua zi la prânz.

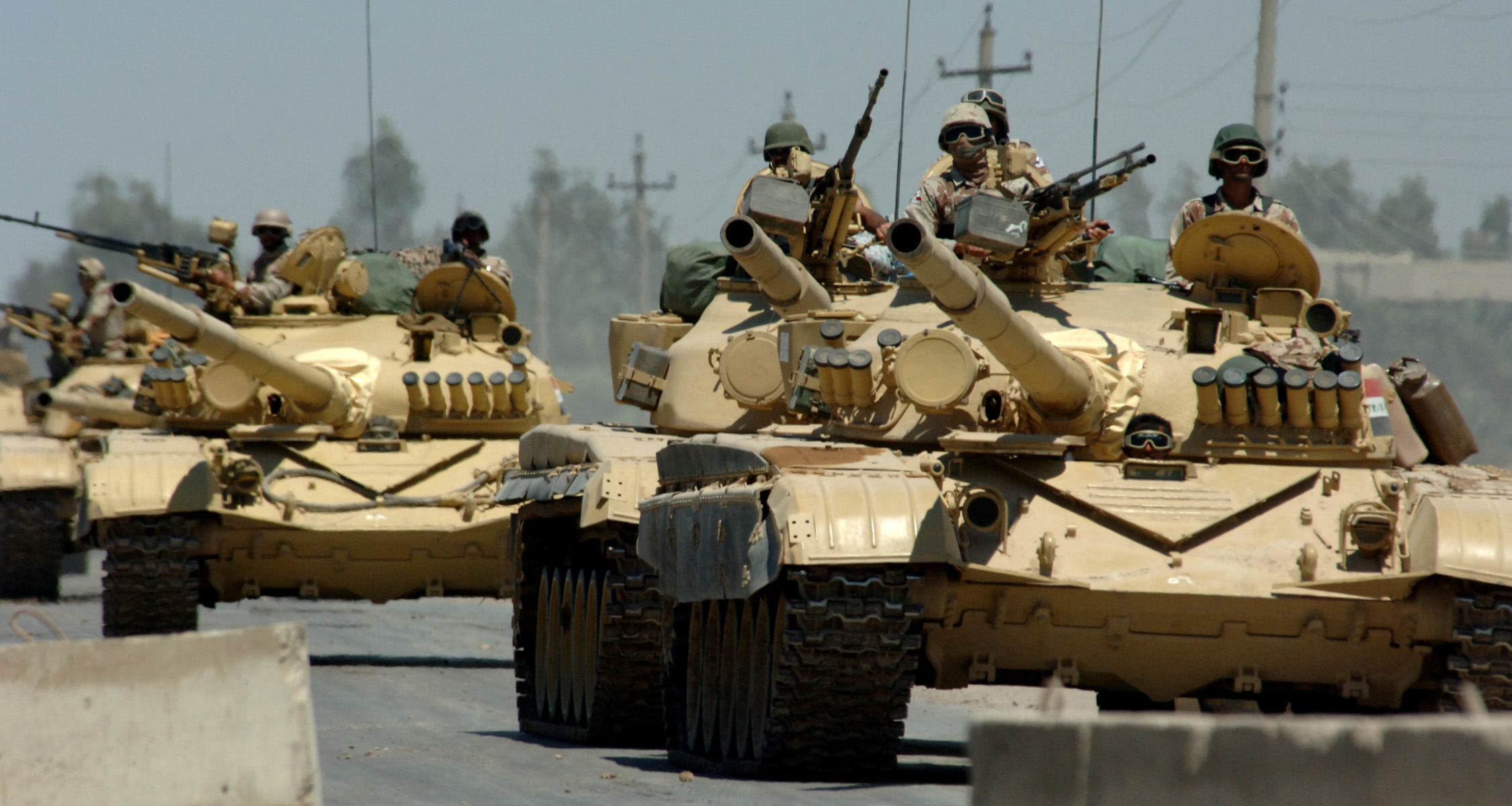
1990: Irakul ocupă Kuweit și statul este anexat Irakului. Acest lucru va duce la izbucnirea Războiului din Golf.

- 0754: Sfârșitul Sinodului convocat de Constantin al V-lea la (10 februarie). A fost condamnat cultul icoanelor și s-a hotărât distrugerea acestora (mișcarea iconoclastă).
- 0870: Tratatul de la Meerssen: Regele Ludovic Germanul și fratele său vitreg Carol cel Pleșuv împart Regatul Franciei Mijlocii în două diviziuni mai mari, de est și de vest.[1]
- 1220: Suedia este învinsă de triburile estoniene în Bătălia de la Lihula.
- 1503: La Holyrood Abbey în Edinburgh, Scoția, regele Iacob al IV-lea al Scoției se căsătorește cu Margareta Tudor, fiica regelui Henric al VII-lea al Angliei.
- 1570: Sfârșitul celui de-al III-lea război civil din Franța, prin Pacea de la Saint-Germain-en-Laye. A fost acordată libertatea cultului protestant.
- 1648: Pe tronul Imperiului Otoman, Mehmed al IV-lea, în vârstă de șase ani, îi succede tatălui său, Ibrahim I, care a fost răsturnat printr-o lovitură de stat. La vârsta de 45 de ani, Mehmed al IV-lea va fi și el răsturnat de soldații dezamăgiți de cursul Războiul dintre Liga Sfântă și Imperiul Otoman.
- 1709: Bartolomeu de Gusmão demonstrează puterea de ridicare a aerului cald într-o audiență în fața regelui Portugaliei la Lisabona, Portugalia.
- 1769: Astronomul francez Charles Messier descoperă cometa 1769 Messier.
- 1786: Mont Blanc de la granița franco-italiană este escaladat pentru prima dată de Jacques Balmat și Dr. Michel-Gabriel Paccard.
- 1826: Mitropolitul Moldovei, Veniamin Costachi hotărăște ridicarea Catedralei mitropolitane de la Iași, unde, din anul 1889, se află racla cu cinstitele moaște ale Cuvioasei Parascheva, ocrotitoarea Moldovei.
- 1870: A avut loc mișcarea antidinastică de la Ploiești, condusă de Alexandru Candiano-Popescu cunoscută ca Republica de la Ploiești.
- 1876: Thomas Edison primește brevet pentru șapirograf.
- 1889: Prin Înaltul Decret Regal 2073, s-a înființat, pe lângă Marele Stat Major al Armatei Române, o Școală Superioară de Resbel, în prezent Universitatea Națională de Apărare „Carol I”.
- 1900: Matematicianul german David Hilbert prezintă o listă de 23 de probleme matematice nerezolvate Congresului Internațional al Matematicienilor de la Paris. Aceste probleme au o influență mare asupra dezvoltării matematicii în secolul XX.
- 1914: Expediția Endurance, ultima expediție majoră din așa-numita Epocă de Aur a explorării Antarcticii, pleacă din Plymouth spre Buenos Aires sub conducerea lui Ernest Shackleton.
- 1929: Dirijabilul german Graf Zeppelin începe un zbor-tur în întreaga lume.
- 1940: A fost declanșată ofensiva aeriană germană asupra Angliei.
- 1942: Al cincilea film animat a lui Walt Disney, Bambi, a cărui producție a durat aproape cinci ani, are premiera mondială la Londra. Premiera SUA a urmat la 13 august la New York.
- 1945: URSS a declarat război Japoniei. Armata Roșie a ocupat Manciuria, Coreea de Nord și Sahalinul.
- 1945: La Londra se semnează un acord între marile puteri aliate privind urmărirea și pedepsirea criminalilor de război naziști în cadrul unui Tribunal militar internațional. La 2 noiembrie 1945, tribunalul și–a început lucrările la Nürnberg.
- 1946: România a fost invitată oficial, de către Guvernul francez, să participe la Conferința de Pace de la Paris.
- 1963: România semnează "Tratatul privind încetarea experiențelor nucleare în atmosferă, în spațiul cosmic și sub apă", încheiat la 5 august între SUA, Marea Britanie și URSS.
- 1963: Are loc „Marele Jaf din Tren” – Trenul poștal de Corespondență a Casei Regale, care călătorea de la Glasgow spre Londra, a fost jefuit de o bandă formată din 15 indivizi, conduși de Bruce Reynolds. Ei au pătruns în tren și au furat 2,3 milioane de lire sterline (echivalentul a aproximativ 69 de milioane de  lire sterline în 2023). Treisprezece dintre membrii grupării au fost prinși, judecați și condamnați.[2]
- 1967: Crearea Asociației Națiunilor din Asia de Sud Est (ASEAN).
- 1969: Fotograful scoțian Iain Macmillan face fotografia iconică care devine imaginea de copertă a albumului Beatles Abbey Road. Fotografia a fost făcută la ora 11:35 și îi arată pe cei patru muzicieni traversând o trecere de pietoni din fața Abbey Road Studios. Primul este John Lennon, urmat de Ringo Starr, Paul McCartney în picioarele goale și George Harrison. În timpul sesiunii foto, care a durat șase minute, Macmillan a realizat șase fotografii; a cincea dintre ele, cea în care membrii trupei merg la unison, a fost aleasă pentru coperta celui de-al unsprezecelea album de studio.
- 1974: Președintele Richard Nixon, într-o emisiune de televiziune, își anunță demisia din funcția de președinte al Statelor Unite, care va avea loc oficial a doua zi la prânz.
- 1981: Președintele american, Ronald Reagan, a ordonat producerea bombei cu neutroni.
- 1990: Irakul ocupă Kuweit și statul este anexat Irakului. Acest lucru va duce la izbucnirea Războiului din Golf.
- 1994: Prim-ministrul israelian Itzhak Rabin vizitează Iordania pentru prima dată.
- 1996: A apărut primul număr al revistei lunare Dosarele istoriei, apărută până în aprilie 2007.
- 2000: În cadrul Festivalului Internațional de Teatru – „Shakespeare” de la Gdansk, Polonia, Teatrul Național din Craiova a prezentat spectacolul “Timon din Atena”, în regia lui Mihai Măniuțiu, cu actorul Ilie Gheorghe în rolul principal.
- 2000: Epava submarinului confederat H. L. Hunley, scufundat în 1864, este salvată în largul Charleston.
- 2008: Ceremonia de deschidere a Jocurilor Olimpice de vară de la Beijing.
- 2009: Arheologii de la Universitatea din Tübingen descoperă la Qatna, în vestul Siriei, o cameră funerară veche de 3500 de ani, din epoca bronzului, care a fost cruțată de hoți.
- 2014: Organizația Mondială a Sănătății declară o problemă internațională de îngrijorare pentru sănătatea publică în ceea ce privește Epidemia de Ebola din Africa de Vest.

## Nașteri
- 1079: Împăratul Horikawa al Japoniei (d. 1107)
- 1709: Ernst Ludwig al II-lea, Duce de Saxa-Meiningen (d. 1729)
- 1758: Johann Friedrich Gmelin, un medic, naturalist, botanist, chimist, entomolog, mineralog german (d. 1804)
- 1779: Benjamin Silliman, chimist american (d. 1864)
- 1802: Germain Henri Hess, chimist elvețiano-rus (d. 1876)
- 1819: Ștefan Emilian, matematician român (d. 1899)
- 1819: Wilhelm Albrecht, Prinț de Montenuovo (d. 1895)
- 1824: Țarina Maria Alexandrovna a Rusiei, soția Țarului Alexandru al II-lea (d. 1880)
- 1845: Ludwig August de Saxa-Coburg-Kohary, prinț german al Casei de Saxa-Coburg-Gotha și amiral brazilian  (d. 1907)
- 1866: Karl Rauber, pictor elvețian (d. 1909)
- 1870: Béla Ágai, scriitor, jurnalist și medic maghiar de origine evreiască (d. 1944)
- 1875: Constantin Giurescu, istoric și istoriograf român (d. 1918)

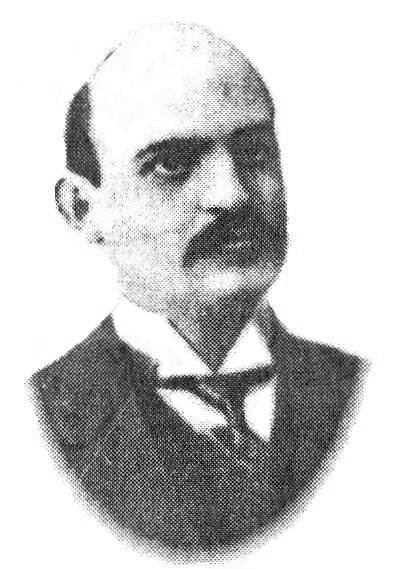
Constantin Giurescu, istoric și istoriograf român
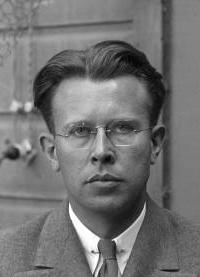
Ernest Orlando Lawrence, fizician american, laureat Nobel
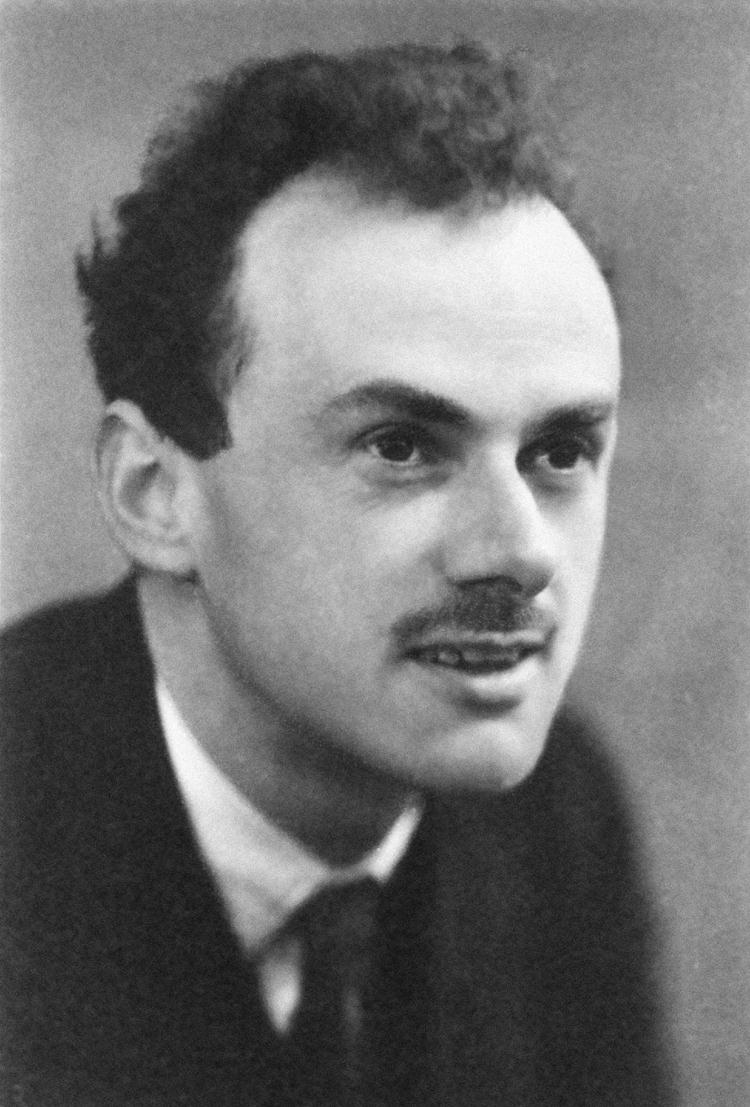
Paul Dirac, fizician și matematician britanic, laureat Nobel

- 1879: Emiliano Zapata, revoluționar mexican (d. 1919)
- 1900: Robert Siodmak, regizor de film german (d. 1974)
- 1900: Victor Young, compozitor, violonist și dirijor american (d. 1956)
- 1901: Ernest Orlando Lawrence, fizician american, laureat al Premiului Nobel pentru Fizică (d. 1958)
- 1901: Nina Berberova, scriitoare (d. 1993)
- 1902: Sașa Pană, scriitor român (d. 1981)
- 1902: Paul Adrien Maurice Dirac, fizician și matematician britanic, laureat al Premiului Nobel pentru Fizică și cofondator al fizicii cauntice (1933)
- 1904: Achille Varzi, pilot italian (d. 1948)
- 1905: André Jolivet, compozitor și dirijor (d. 1974)
- 1907: Gheorghe Cartianu, inginer și inventator român (d. 1982)
- 1908: Chivu Stoica, politician român, prim-ministru al României în perioada 1955-1961 (d. 1975)
- 1920: Carol Lambrino, fiul lui Carol al II-lea al României (d. 2006)
- 1921: Esther Williams, înotătoare americană și actriță (d. 2013)
- 1924: Mircea Crișan, actor și regizor român (d. 2013)
- 1924: Gene Deitch, ilustrator și regizor de film american  (d. 2020)
- 1925: Alija Izetbegović, politician bosniac, președinte al Republicii Bosnia-Herțegovina și activist islamic (d. 2003)
- 1926: Herbert H. Ágústsson, compozitor islandez și muzician (d. 2017)
- 1928: Jean Carrière, scriitor francez (d. 2005)
- 1931: Paul Anghel, prozator, eseist și dramaturg român (d. 1995)
- 1931: Roger Penrose, matematician britanic
- 1937: Dustin Hoffman, actor american
- 1939: Viorica Viscopoleanu, atletă română
- 1940: Dennis Tito, antreprenor american și primul turist în spațiul cosmic
- 1951: Martin Brest, regizor de film american, scenarist și producător
- 1951: Louis van Gaal, antrenor olandez de fotbal
- 1951: Mohamed Morsi, politician egiptean, președinte al Egiptului în perioada 2012-2013 (d. 2019)

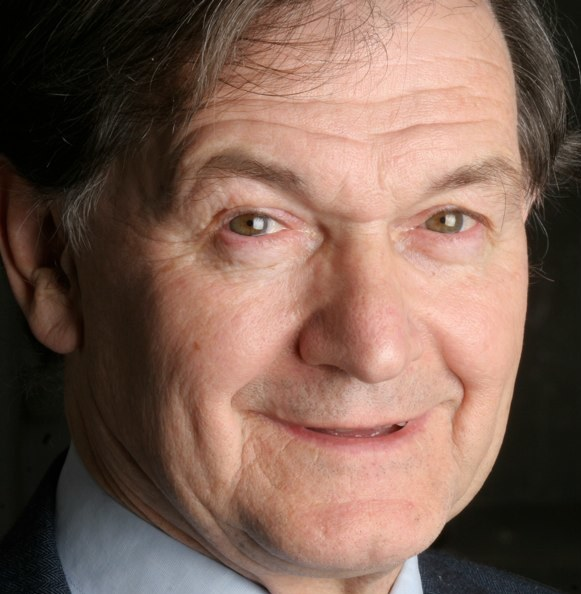
Roger Penrose, matematician britanic
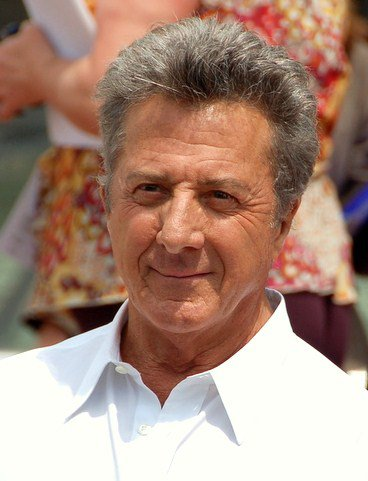
Dustin Hoffman, actor american
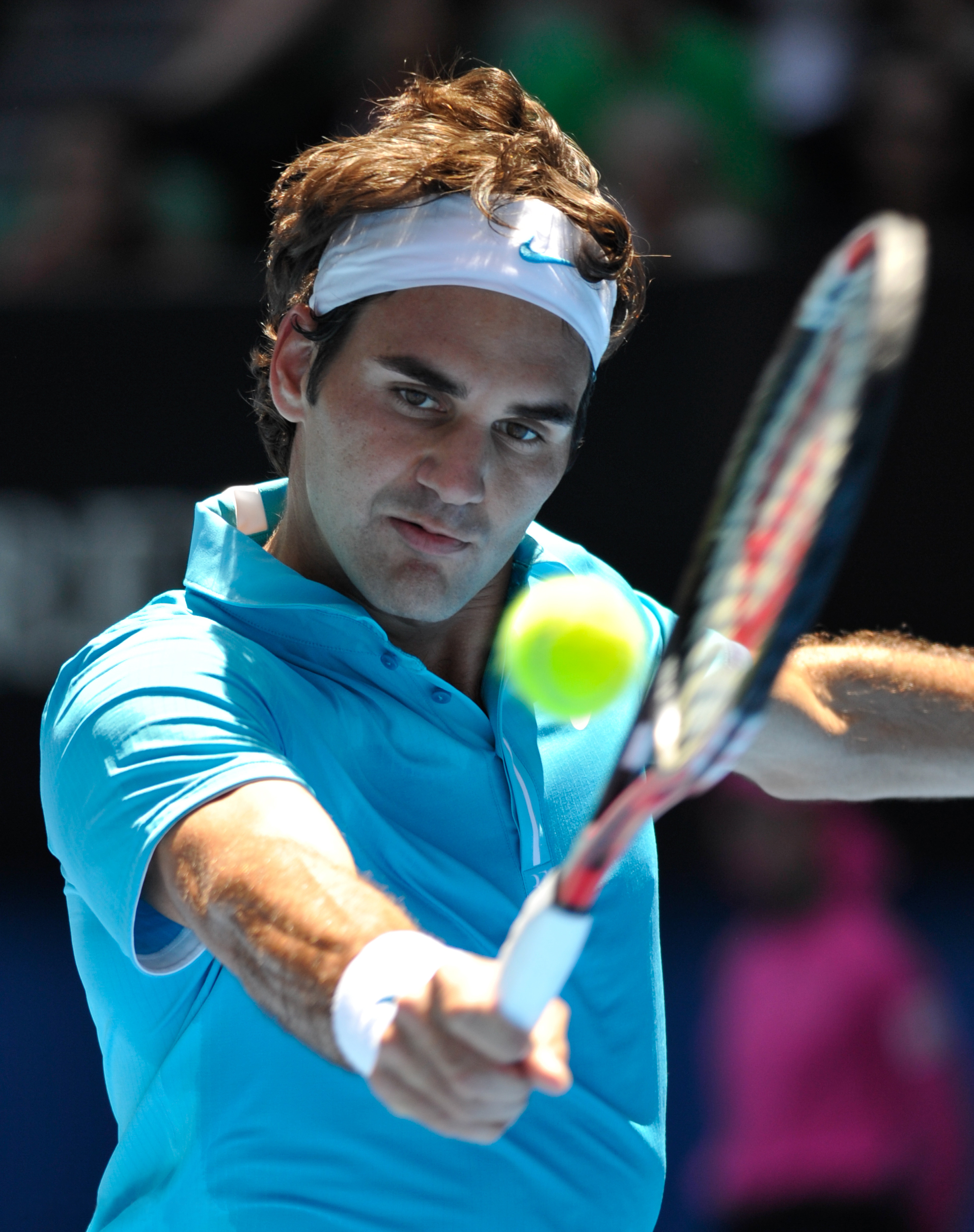
Roger Federer, jucător de tenis elvețian

- 1952: Jostein Gaarder, scriitor norvegian
- 1952: Norbert Glante, politician german, MdEP
- 1953: Nigel Mansell, pilot de Formula 1, campion mondial britanic
- 1956: Miron Mitrea, politician român
- 1957: Gábor Tompa, regizor român de etnie maghiară
- 1961: The Edge, chitarist irlandez (U2)
- 1963: Jon Turteltaub, regizor de film american și producător
- 1964: Klaus Ebner, scriitor austriac
- 1964: Jan Josef Liefers, actor german, muzician, regizor și producător
- 1964: Dumitru Stângaciu, fotbalist și antrenor român
- 1964: Elisabeta Tufan-Guzganu, scrimeră română
- 1968: Florin Prunea, fotbalist român
- 1969: Faye Wong, cântăreață chineză și actriță
- 1972: Yvonne de Bark, actriță germană
- 1978: Louis Saha, fotbalist francez
- 1981: Harel Skaat, cântăreț izraelit
- 1981: Roger Federer, jucător de tenis elvețian
- 1987: Mădălina Ghenea, fotomodel și actriță română
- 1988: Caitlyn, cântăreață română
- 1994: Bianca Răzor, atletă română
- 1998: Shawn Mendes, cântăreț canadian

## Decese
- 0117: Traian, împărat al Imperiului Roman (n. 53)
- 1719: Christoph Ludwig Agricola, peisagist german (n. 1667)
- 1824: Friedrich August Wolf,  savant german, filolog, istoric și critic literar  (n. 1759)
- 1827: George Canning, politician britanic, prim-ministru al Regatului Unit (n. 1770)
- 1828: Karl Thunberg, botanist suedez (n. 1743)
- 1847: Samuel Bogumił Linde, lexicograf polonez (n. 1771)
- 1867: Maria Tereza de Austria, regină a Celor Două Sicilii (n. 1816)
- 1872: Eduard Magnus, pictor german (n. 1799)

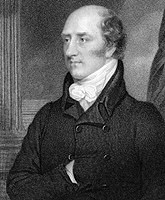
George Canning, prim-ministru al Regatului Unit
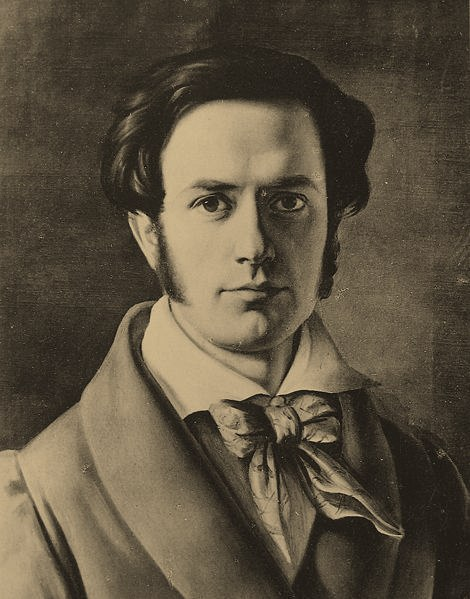
Eduard Magnus, pictor german
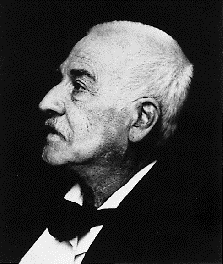
Jacob Burckhardt, istoric de artă elvețian

- 1879: Immanuel Hermann Fichte, filosof german (n. 1797)
- 1897: Jacob Burckhardt, istoric de artă elvețian (n. 1818)
- 1897: Viktor Meyer, chimist german (n. 1848)
- 1898: Eugène Boudin, pictor francez (n. 1824)
- 1921: Juhani Aho, scriitor finlandez și jurnalist (n. 1861)
- 1929: Karl Auer baron von Welsbach, chimist austriac (n. 1858)
- 1939: George Mihail Zamfirescu, scriitor român (n. 1898)
- 1942: Rudolf Abel, biolog german (n. 1868)
- 1943: Haig Acterian, soțul Marietei Sadova, scriitor, om de teatru român de etnie armeană (n. 1904)
- 1960: Aurel Popp, pictor, sculptor și grafician român (n. 1879)
- 1965: Constantin P. Bogdan, matematician român (n. 1910)
- 1982: Boris Caragea, sculptor român, membru corespondent al Academiei Române (n. 1906)
- 1973: José Villalonga Llorente, antrenor spaniol de fotbal (n. 1919)
- 1973: Vilhelm Moberg, scriitor suedez (n. 1898)
- 1974: Baldur von Schirach, politician german  (n. 1907)
- 1982: Eric Brandon, pilot britanic (n. 1920)
- 1983: Emanoil Petruț, actor român de teatru și film (n. 1932)
- 1985: Louise Brooks, actriță americană (n. 1906)
- 1989: Brian Naylor, pilot britanic (n. 1923)

Boris Caragea, sculptor român
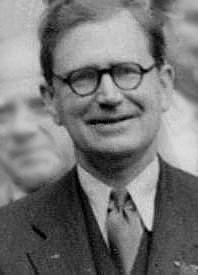
Nevill Francis Mott, fizician englez, laureat Nobel
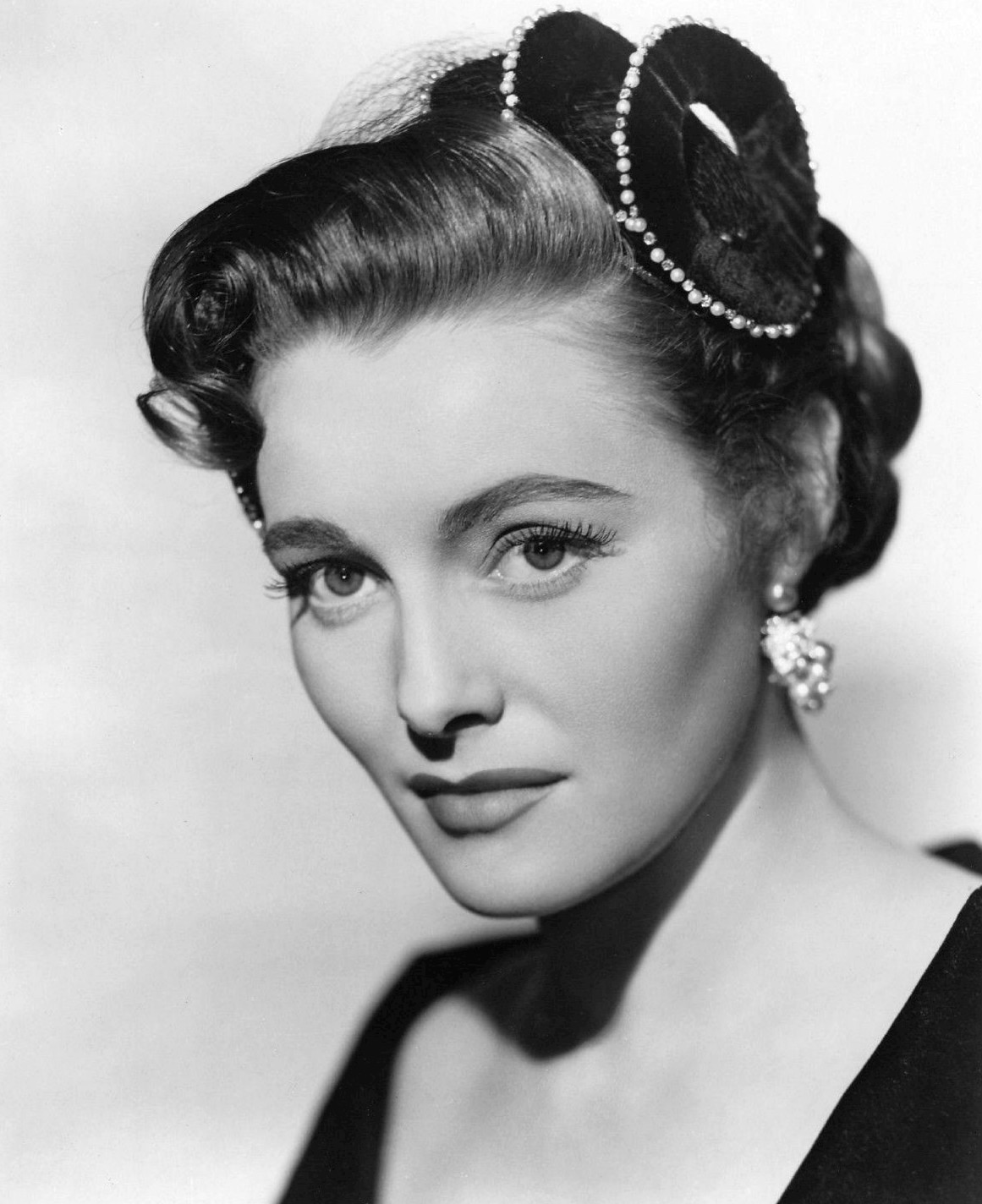
Patricia Neal, actriță americană

- 1996: Nevill Francis Mott, fizician englez, laureat al Premiului Nobel (n. 1905)
- 1999: Nicolae Boboc, dirijor și compozitor român (n. 1920)
- 2005: Barbara Bel Geddes, actriță americană (n. 1922)
- 2009: Daniel Jarque, fotbalist spaniol  (n. 1983)
- 2010: Patricia Neal, actriță americană (n. 1926)
- 2013: Karen Black, actriță americană (n. 1939)
- 2014: Aurel Cioranu, actor român (n. 1929)
- 2022: Olivia Newton-John, solistă vocală, actriță australiană (n. 1948)
- 2022: Zofia Posmysz, scriitoare și scenaristă poloneză (n. 1923)

## Sărbători
- Sf. Emilian Mărt. Ep. Cizicului; Sf. Miron, Ep. Cretei (Calendar ortodox)
- Ziua internațională a pisicii (din 2002)